# Conde de Carcavelos
Conde de Carcavelos é um título nobiliárquico criado por D. Luís I de Portugal, por Decreto de 16 de Fevereiro de 1889, em favor de Francisco de Campos de Azevedo Soares, antes 1.º Visconde de Carcavelos.
Titulares
1. Francisco de Campos de Azevedo Soares, 1.º Visconde e 1.º Conde de Carcavelos;
2. Francisco de Campos de Castro de Azevedo Soares, 2.º Visconde e 2.º Conde de Carcavelos.

Após a Implantação da República Portuguesa, e com o fim do sistema nobiliárquico, usaram o título: 
1. Nuno de Campos e Castro Pereira de Azevedo Soares, 3.º Conde de Carcavelos;
2. Francisco Maria Pais de Sequeira de Campos e Castro, 4.º Conde de Carcavelos.